# Кірсанов Сергій Федорович
Сергій Федорович Кірсанов (*2 січня 1963, Севастополь, УРСР) - український радянський спортсмен, веслувальник, заслужений майстер спорту, срібний призер Олімпіади 1988 року.

## Біографія
Народився 2 січня 1963 року у  м. Севастополь. З 1981 року проживає у м. Херсоні.
Освіта вища, у 1989 році закінчив Миколаївський державний педагогічний інститут ім. В.Г.Белінського , тренер зі спорту.
Заслужений майстер спорту  СРСР з веслування на байдарках  (1988).
Виступав за ЗС ( Херсон ).
Тренери - В. Жураховський і  В. Образцов.
З 1994 по 2003 рік Сергій  Кірсанов працював заступником начальника  І яхт-клубу ВМС України.
З 2008 року – тренер-викладач з веслування на байдарках і каное  СДЮШОР І яхт-клубу ВМС України.

## Спортивні досягнення
1981 – срібний призер першості Європи з веслування на байдарках
1987 - чемпіон  та бронзовий призер чемпіонату світу
1989-1990 – чемпіон світу 
1984, 1987-1992 - багаторазовий чемпіон СРСР (18).
1987 – володар Кубка СРСР.
1981-1993 – багаторазовий чемпіон України (22).
Срібний призер XXIV Олімпійських ігор 1988 року у Сеулі  (Південна Корея) з веслування на байдарах на 1000 м у складі четвірки  (Олександр Мотузенко, Ігор Нагаєв, Віктор Денисов). 
Член збірної СНД на Іграх XXV Олімпіади 1992 року у Барселоні (Іспанія).
Нагороджений медаллю «За трудову відзнаку» (1988).